# ۶۲۷ (میلادی)
۶۲۷ (میلادی) ششصد و بیست و هفتمین سال تقویم میلادی است.

## درگذشتگان
‎